# Anne Waak
Anne Waak (* 1982 in Dresden) ist eine deutsche Journalistin und Autorin.

## Leben
Waak wuchs in Dresden auf, ihre Eltern trennten sich, als sie 16 Jahre alt war. Waak studierte Literaturwissenschaften in Berlin sowie Etudes Féminines in Paris. An der UdK Berlin studierte sie Kulturjournalismus.
Waak arbeitet als Kulturjournalistin und Autorin, unter anderem für Zeit online, Süddeutsche Zeitung, Dummy, fluter und Monopol. Außerdem ist sie neben Ingo Niermann und Joachim Bessing Gründerin und Herausgeberin von Waahr.de, nach eigenen Angaben ein „Online-Archiv für literarischen Journalismus“.
2013 gab sie mit Max Dax Spex. Das Buch. 33 1/3 Jahre Pop mit einer Auswahl von Texten der Zeitschrift heraus. 2014 erschienen ihre Recherchen über Hartz IV als E-Book, nachdem ihr Verlag in Konkurs gegangen war. 2016 erschien Der freie Tod im Blumenbar Verlag. 2020 erschien Wir nennen es Familie im Verlag der Körber-Stiftung. Auf das Fotobuch Auf einem Land vor unserer Zeit im Verlag berlinartbooks, folgte 2023 Kümmern und Kämpfen bei Penguin Random House.
Anlässlich der Ausstellung Sibylle Bergemann. Stadt, Land, Hund. Fotografien 1966–2010 in der Berlinischen Galerie konzipierte, recherchierte und moderierte sie 2022 den vierteiligen Podcast Sibylle Bergemann. Die Frau hinter den Bildern. Im Auftrag des Spreepark Art Space im Eierhäuschen erstellte sie 2024 anlässlich der Ausstellung Vergangenes Vergnügen das Hörstück Leben unterm Riesenrad.
Waak lebt in Berlin-Wedding in einer Wohngemeinschaft mit einer Freundin und deren Sohn.

## Veröffentlichungen
- Spex. Das Buch. 33 1/3 Jahre Pop, AV – Die Anderen Verlage, Berlin 2013, ISBN 978-3-8493-0033-3, mit Max Dax
- Hartz IV und wir. Protokolle, Waahr.de, 2014, ISBN 978-3-9816372-2-9
- Der freie Tod. Eine kleine Geschichte des Suizids, Blumenbar, Berlin 2016, ISBN 978-3-351-05034-4
- Kriegskinder, Hatje Cantz, Berlin 2017, ISBN 978-3-7757-4393-8, mit Frederike Helwig
- Wir nennen es Familie. Neue Ideen für ein Leben mit Kindern, Edition Körber, Hamburg 2020, ISBN 978-3-89684-283-1
- Aus einem Land vor unserer Zeit. Die Kinder von Kleinwelka, berlinartbooks, Berlin 2022, ISBN 978-3-9819301-1-5, mit Janne Gärtner
- Kümmern und Kämpfen. Warum Geschlechtergerechtigkeit in Erziehung und Familie uns alle freier macht, Goldmann, München 2023, ISBN 978-3-442-31703-5